# Замфир
Замфир (болг. Замфир) — село в Болгарии. Находится в Монтанской области, входит в общину Лом. Население составляет 996 человек.

## Политическая ситуация
В местном кметстве Замфир, в состав которого входит Замфир, должность кмета (старосты) исполняет Гаврил Георгиев Гаврилов (Болгарский земледельческий народный союз (БЗНС)) по результатам выборов.
Кмет (мэр) общины Лом — Пенка Неделкова Пенкова (независимый) по результатам выборов.